# Andrew Currey
Andrew Currey, född 7 februari 1971, är en australisk friidrottare. Han deltog vid olympiska sommarspelen 1996 och olympiska sommarspelen 2000.